# Admiral Kuzněcov
Admiral Kuzněcov (rusky plným názvem Тяжёлый авианесущий крейсер «Адмирал Флота Советского Союза Кузнецов»; česky Těžký letadlový křižník „Admirál loďstva Sovětského svazu Kuzněcov“) je jediná letadlová loď ruských námořních sil. Původně byla postavena jako jedna ze dvou lodí stejnojmenné třídy; podle ruské klasifikace jde o těžký letadlový křižník, z jehož paluby měly primárně působit letouny Suchoj Su-33 a vrtulníky Kamov Ka-27. Vlajková loď Severní floty VMF Admiral Kuzněcov strávila většinu své kariéry v docích, sporadické plavby i přístavní službu komplikovaly nespolehlivé pohonné jednotky a nevyhovující zázemí pro posádku.
První bojové nasazení Admirala Kuzněcova se uskutečnilo na přelomu let 2016 a 2017 během ruské intervence v Sýrii, kdy z něj působily i nové letouny MiG-29K nebo vrtulníky Ka-52K. Zároveň se však projevil špatný technický stav a zanedbaná údržba lodi, což vedlo média i odborníky k označením typu „nejochořelejší válečná loď na světě“. Od září 2018 byly na lodi prováděny dlouho odkládané střední opravy a modernizace. V noci z 29. na 30. října došlo v opravárenském závodě v Murmansku k vážné nehodě, při níž jen díky značnému úsilí posádky loď unikla z potápějícího se plovoucího doku PD-50. Nedostatek servisních kapacit po ztrátě jediného dostupného doku ohrožuje dokončení oprav a návrat lodě do služby.
Dne 12. prosince 2019 vypukl během oprav v murmanském přístavu na palubě lodi požár. Opravy plavidla měly trvat do roku 2024, ale ještě v prvním čtvrtletí roku 2025 nic nenasvědčovalo tomu, že by byly dokončeny. V červenci 2025 bylo oznámeno, že práce na lodi byly pozastaveny a o jejím dalším osudu bude rozhodnuto později.

## Historie

Schéma paluby lodi.

Loď byla zkonstruována v loděnici Jižní Nikolajev v Mykolajivě na Ukrajině. Její kýl byl položen 22. února 1983, na vodu byla spuštěna 5. prosince 1985 a do výzbroje Sovětského námořnictva byla zařazena až 21. ledna 1991; plně dokončena byla teprve v roce 1995. Jedná se o jednu ze dvou lodí své třídy; druhá jednotka byla v nedostaveném stavu odkoupena Čínou, kde byla dokončena a zařazena do čínského námořnictva pod jménem Liao-ning.
Už od počátku byla loď opakovaně přejmenovávána. Její první jméno bylo Riga, v listopadu 1982 byla přejmenována na Leonid Brežněv, v srpnu 1987 na Tbilisi a 4. října 2000 na Admiral Flota Sovětskogo Sojuza Kuzněcov, zkráceně Admiral Kuzněcov, podle admirála Nikolaje Gerasimoviče Kuzněcova.

### Únos lodi do Ruska
V listopadu 1991, kdy se Ukrajina stala samostatným státem, byla loď „unesena“ Ruskem, přestože ukrajinský prezident Leonid Kravčuk dal přímý rozkaz veliteli lodi, aby zůstal s křižníkem v Sevastopolu. Kuzněcov odplul do ruského přístavu Murmansk a stal se tak ruskou lodí. Během tří desetiletí ve službě ruskému námořnictvu Kuzněcov provedl jen několik krátkých nasazení (Středozemní moře, Atlantik), avšak většinu času byla loď v loděnicích kvůli opravám. Průměrná doba plavby byla asi 15 dní v roce (letadlové lodě stráví většinu svého života v přístavech, ale ne tak mnoho).

## Plánovaná modernizace

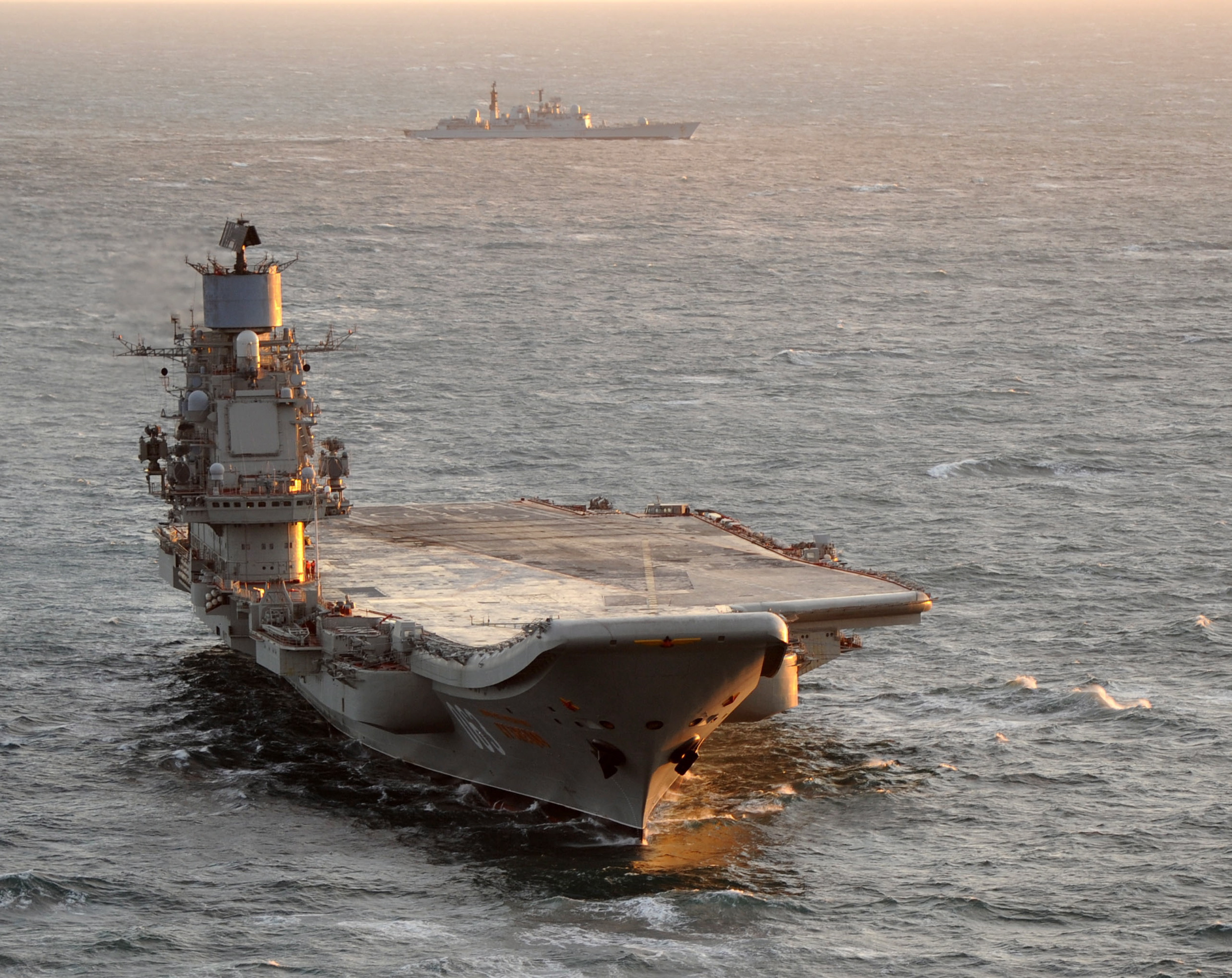
Admiral Kuzněcov s britským torpédoborcem HMS York v dáli poblíž britského pobřeží během cesty do středomoří v roce 2011.

Loď v roce 2012 měla projít modernizací, při níž měla dostat nové stíhací letouny MiG-29K (původně zamýšlené pro tuto loď, ale vyvíjeny nakonec byly pro Indii a její nosič Vikramaditya), které měly nahradit stroje Suchoj Su-33, kterým v roce 2015 končila služba na lodi. Jelikož jsou letouny MiG-29K menší než Su-33, loď jich měla pojmout dvojnásobek.
Další částí modernizace mělo být rozšíření prostoru hangáru a výměna současné pohonné jednotky za parní turbínu nebo i nukleární reaktor. Dále měla být posílena protiletadlová obrana a naopak demontována část protilodních střel P-700 Granit. V rámci případné modernizace je možná instalace katapultu na úhlovou palubu (podobně jako na amerických nosičích).

## Nasazení
Admiral Kuzněcov je jedinou letadlovou lodí, kterou provozuje Námořnictvo Ruské federace. Poprvé byla vojensky nasazena 15. listopadu 2016 v rámci ruské vojenské intervence v Sýrii, kdy stíhačky Su-33 vybavené systémem SVP-24 zlikvidovaly podle oficiálních ruských zdrojů větší skupinu bojovníků teroristické organizace Džabhat Fatah aš-Šám.
Podle ruského portálu RBK stálo ruský rozpočet vyslání letadlové lodě Admiral Kuzněcov k břehům Sýrie asi 7,5 až 10 miliard rublů.

## Stav

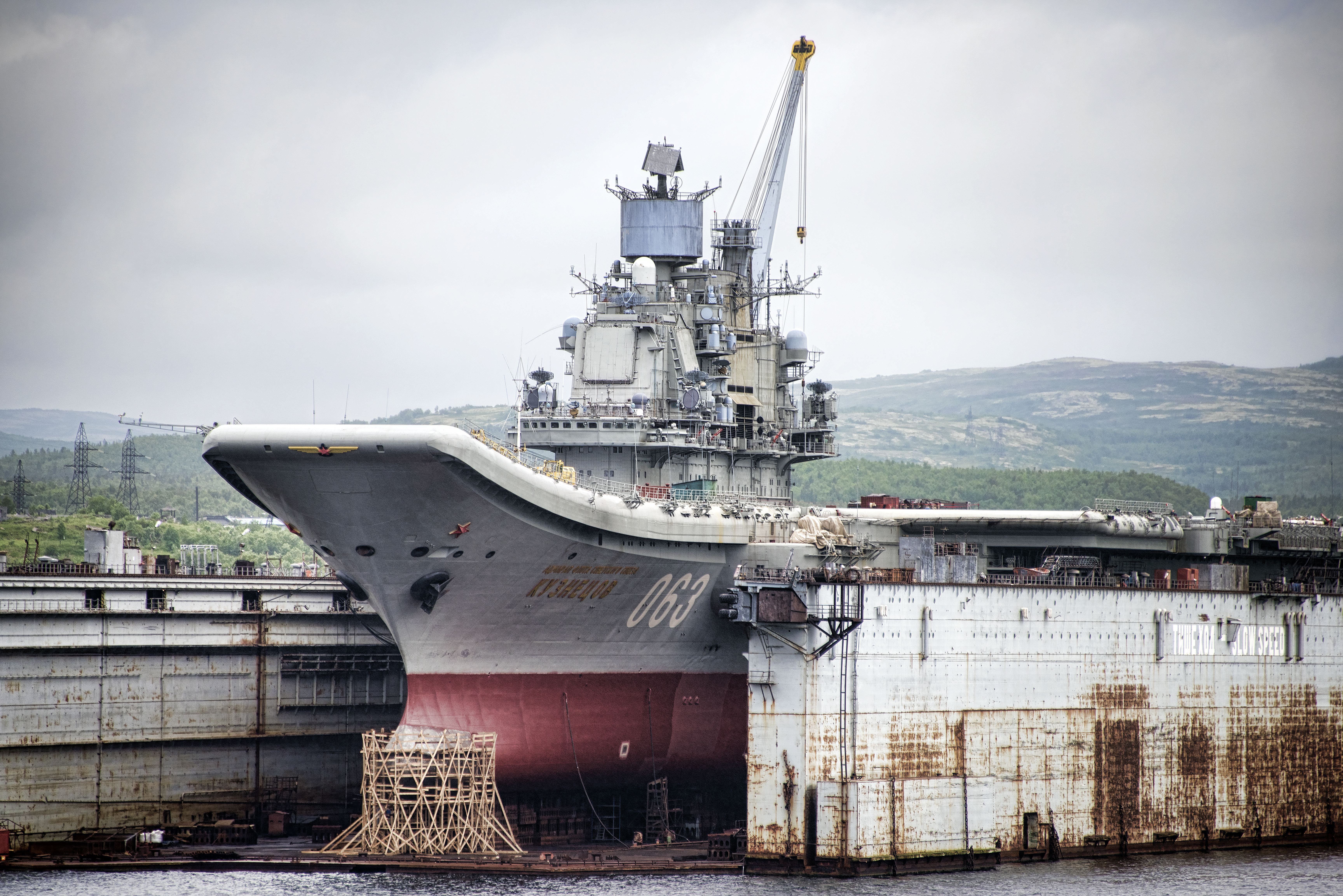
Admiral Kuzněcov v plovoucím doku PD-50

Podle některých západních expertů[kdo?] loď není[kdy?] v dobrém technickém stavu a je závislá na značně zastaralých technologiích. Dlouhodobě poruchami trpící a většinou do černého dýmu zahalené plavidlo je podle listu The Daily Telegraph na každém kroku doprovázeno remorkérem připraveným loď v případě havárie všech strojů odtáhnout.
V polovině listopadu 2016 informovalo ministerstvo obrany Ruské federace o havárii stíhacího letounu MiG-29K, jemuž při přistávání na Kuzněcovovi selhaly oba motory. V prosinci 2016 havaroval víceúčelový stíhací letoun Suchoj Su-33 ve Středozemním moři při pokusu o přistání. Po těchto dvou nehodách byla veškerá letadla z Admirala Kuzněcova přesunuta na ruskou leteckou pozemní základnu Hmímím, dokud technické problémy s přistáváním letadel na palubě lodi nebudou vyřešeny.
Dne 12. prosince 2019 letadlovou loď zachvátil požár. Stalo se tak v opravárenském doku v Murmansku, kdy během svařování dopadla jiskra do podpalubí, kde se vznítil skladovaný mazut. Požár byl uhašen v ranních hodinách následujícího dne. Během události bylo zraněno 12 osob, jeden námořní důstojník zemřel.
Dle ruského listu Kommersant jsou škody na plavidle odhadovány na 95 miliard rublů (35 miliard korun), přičemž jeho hodnota má být 110 miliard a není tedy jasné, jestli se oprava plavidla vůbec vyplatí. Naopak dle ředitele Spojené loďařské společnosti plavidlo neutrpělo kritické poškození a oheň nebude mít významný dopad na délku a cenu oprav. Udržení provozuschopnosti vlajkové lodě je otázkou prestiže, neboť jde o jedinou ruskou letadlovou loď a stavba nové je nad možnosti ruských loděnic.
V prosinci 2022 vznikl na lodi další požár, k větším škodám podle loďařů nedošlo.

## Palubní letadla

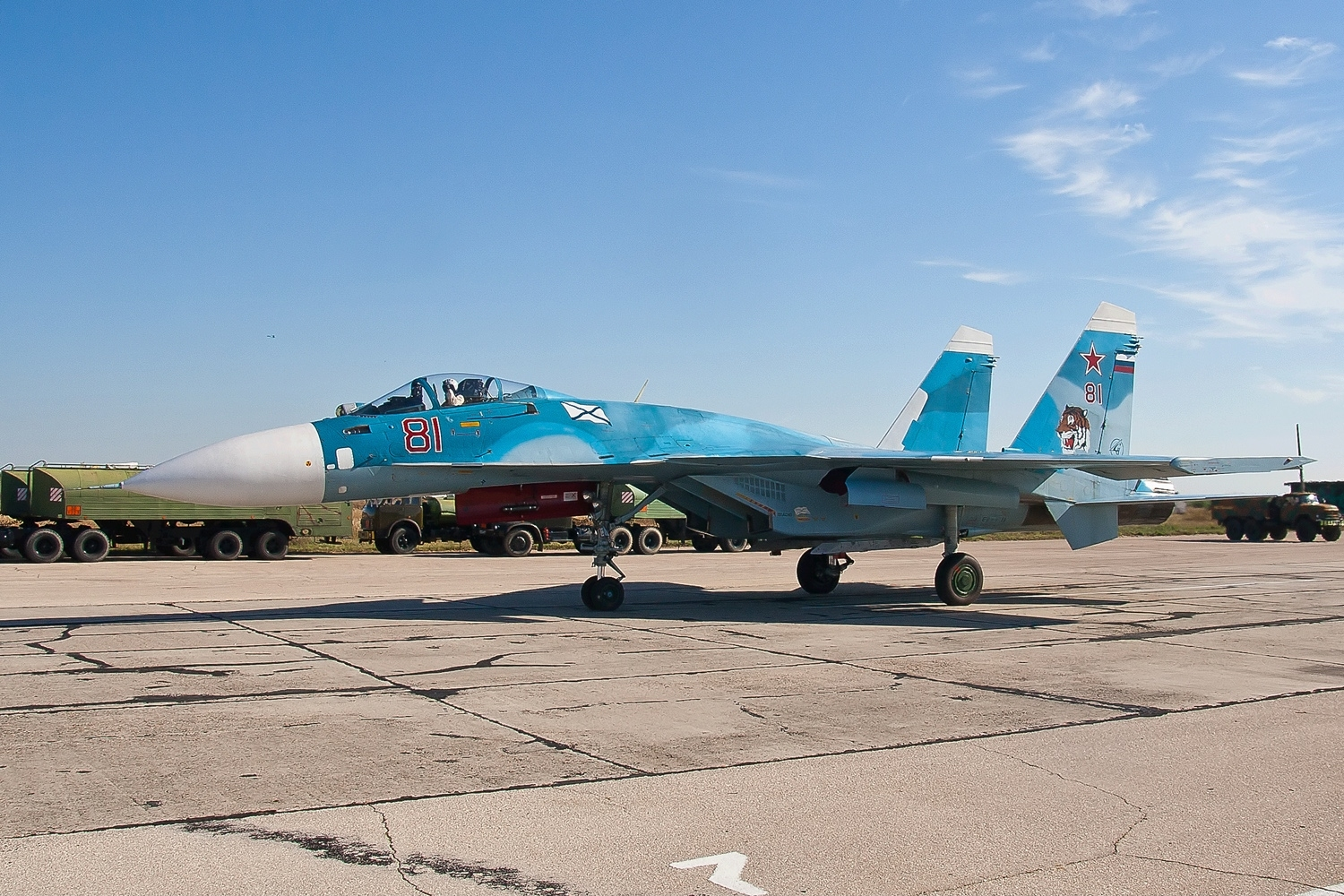
Suchoj Su-33
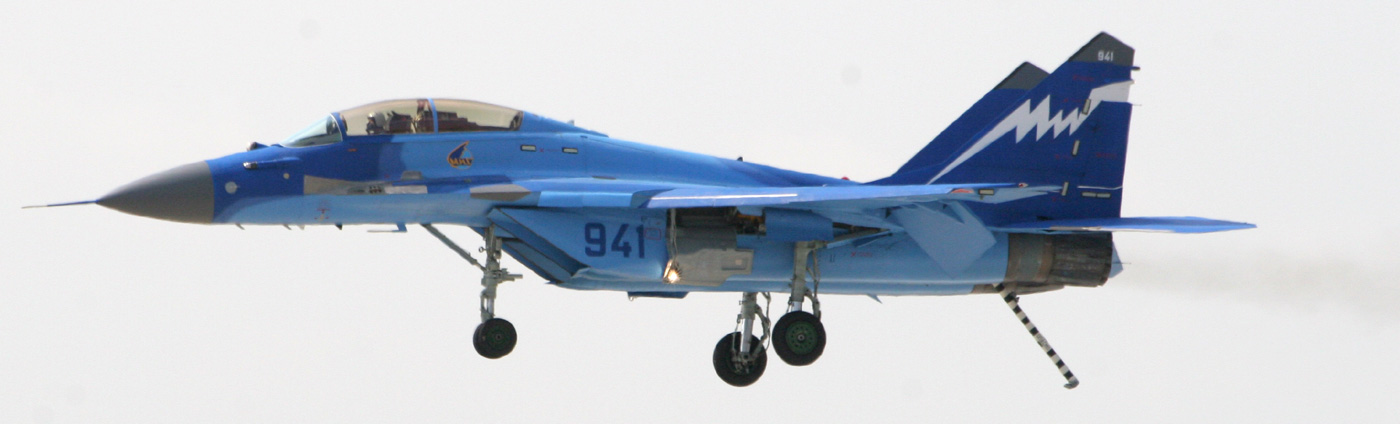
MiG-29K
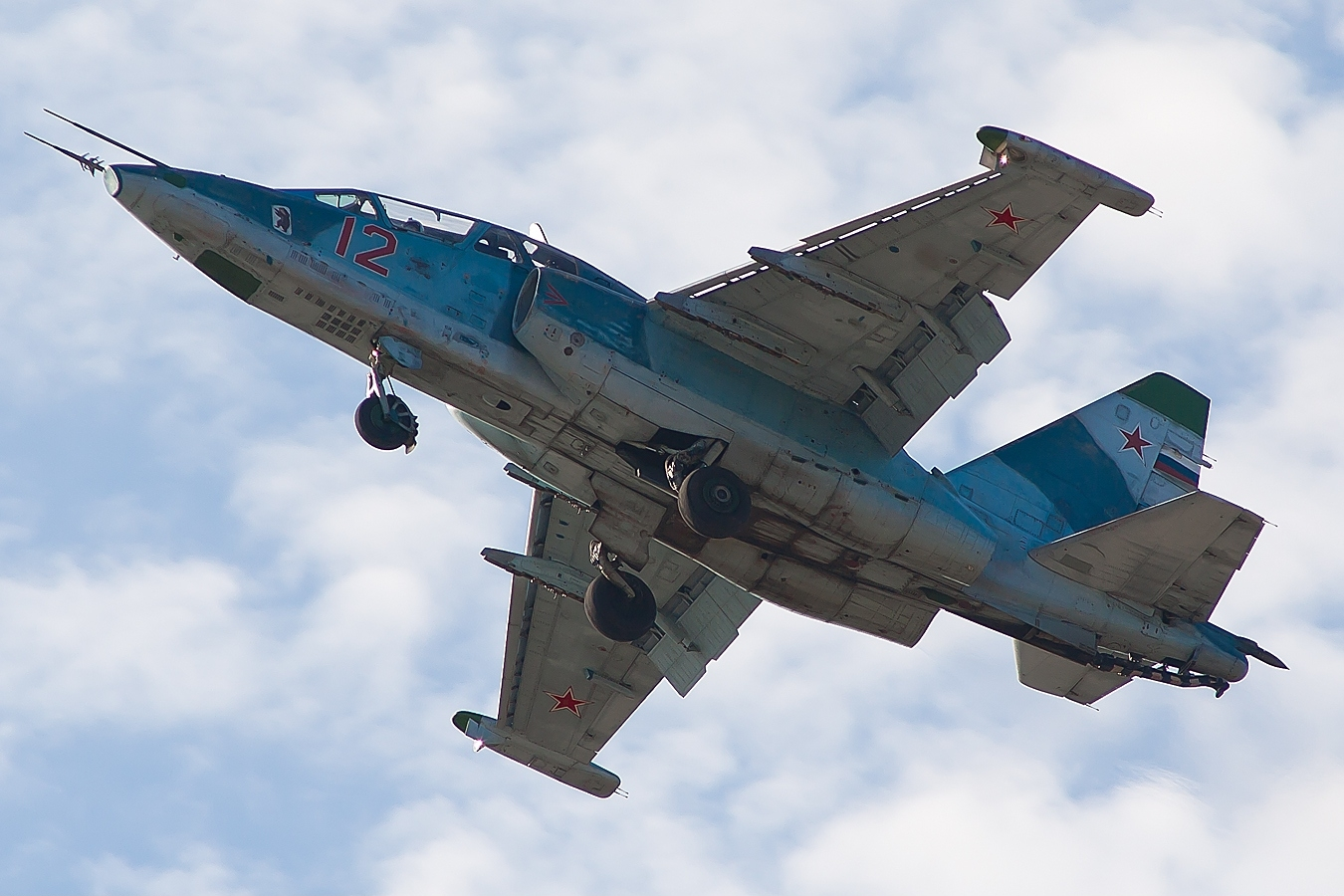
Suchoj Su-25 UTG
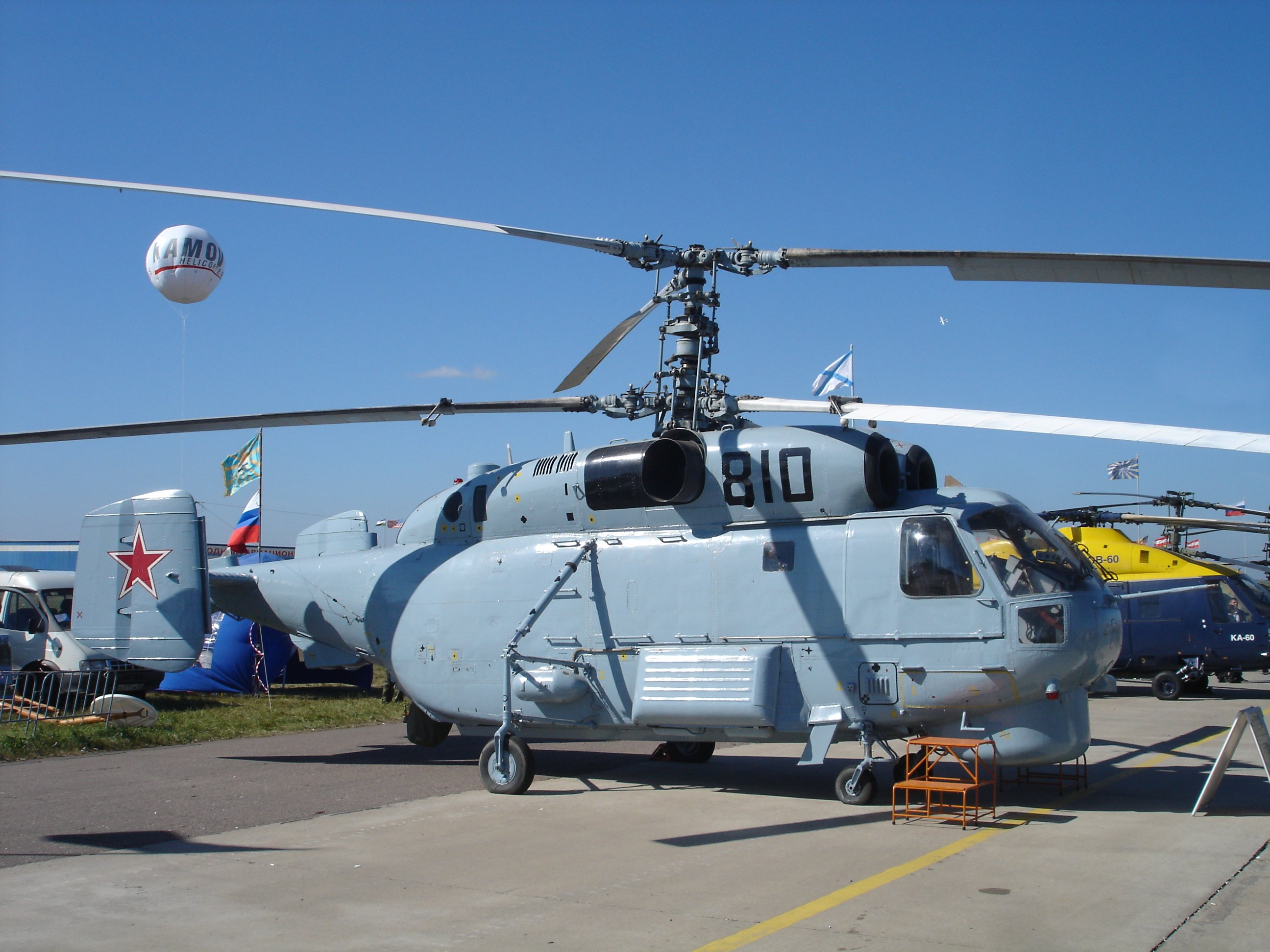
Kamov Ka-27
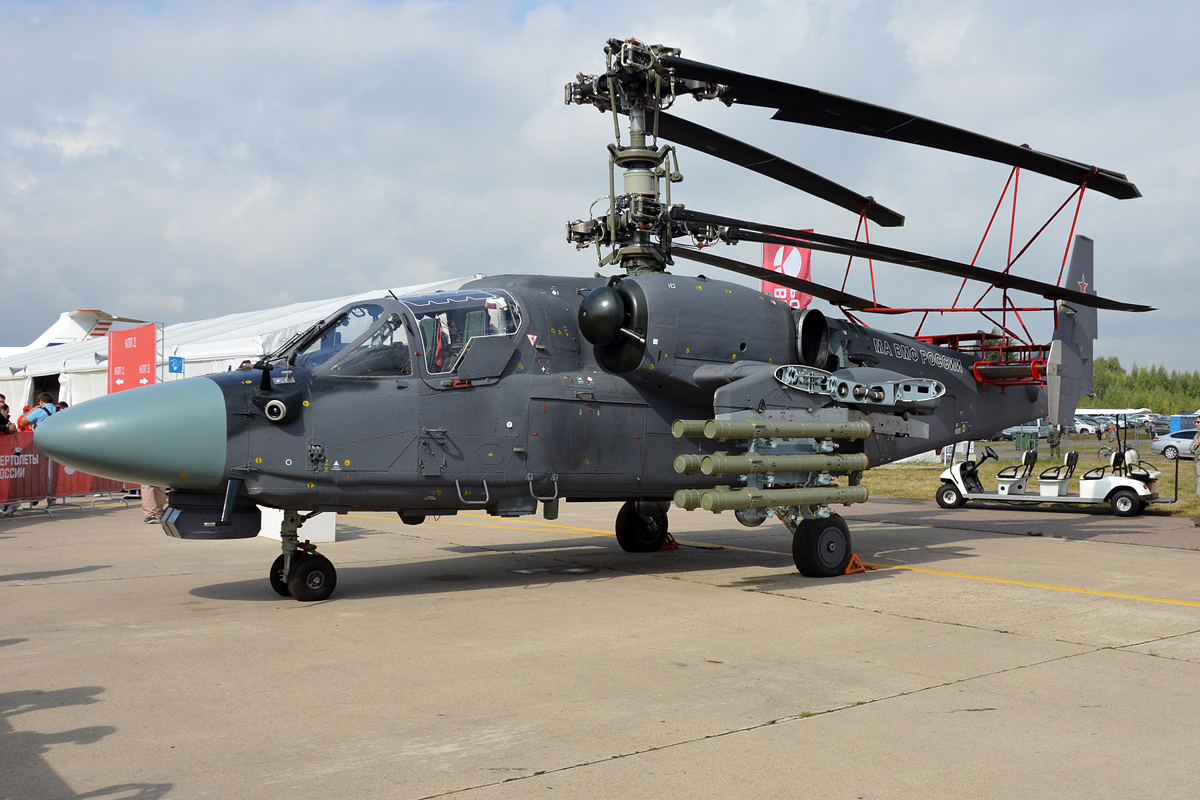
Kamov Ka-52K